# Hand

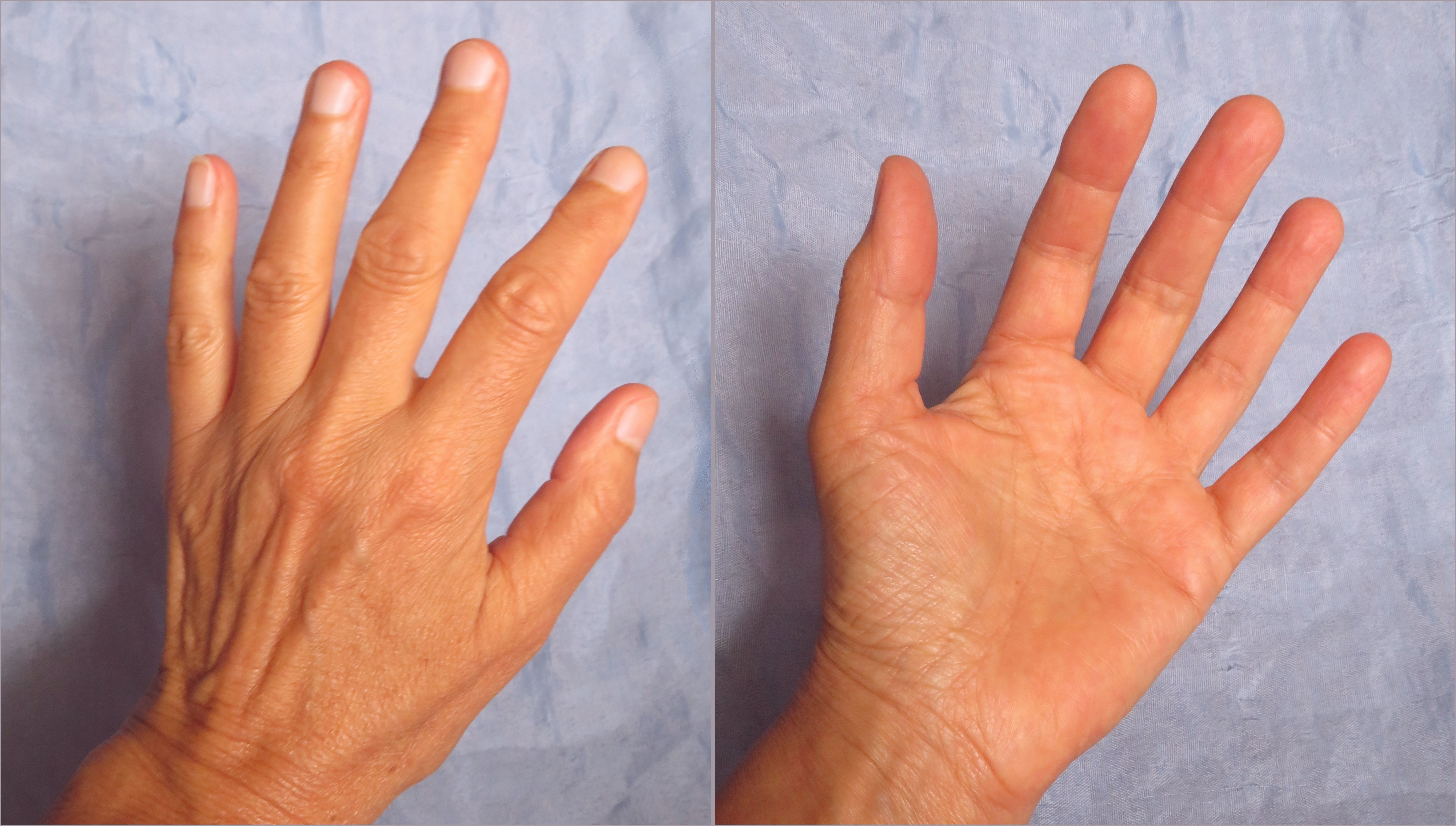
Hand eines Menschen:
Links: Rückseite. Rechts: Handfläche

Die Hand (lateinisch Manus, griechisch χείρ cheir) ist das Greiforgan der oberen Extremitäten (Arme) der Primaten. Beim Menschen und den meisten Primaten ist sie durch den opponierbaren Daumen mit dem Musculus opponens pollicis ausgezeichnet, was den Pinzettengriff ermöglicht (Greifhand). Die Hand wird unterteilt in die Handwurzel (Carpus), die Mittelhand (Metacarpus) und die Finger (Digiti manus). Bei den anderen Landwirbeltieren wird zumeist die Bezeichnung Vorderfuß verwendet, die Untergliederung dann entsprechend Vorderfußwurzel, Vordermittelfuß und Vorderzehen.

## Etymologie
Die gemeingermanische Körperteilbezeichnung mittelhochdeutsch, althochdeutsch hant gehört wahrscheinlich als ablautende Substantivbildung zu gotisch -hinþan „fangen, greifen“ und bedeutet demnach eigentlich „Greiferin, Fasserin“.

## Anatomie

### Knochen

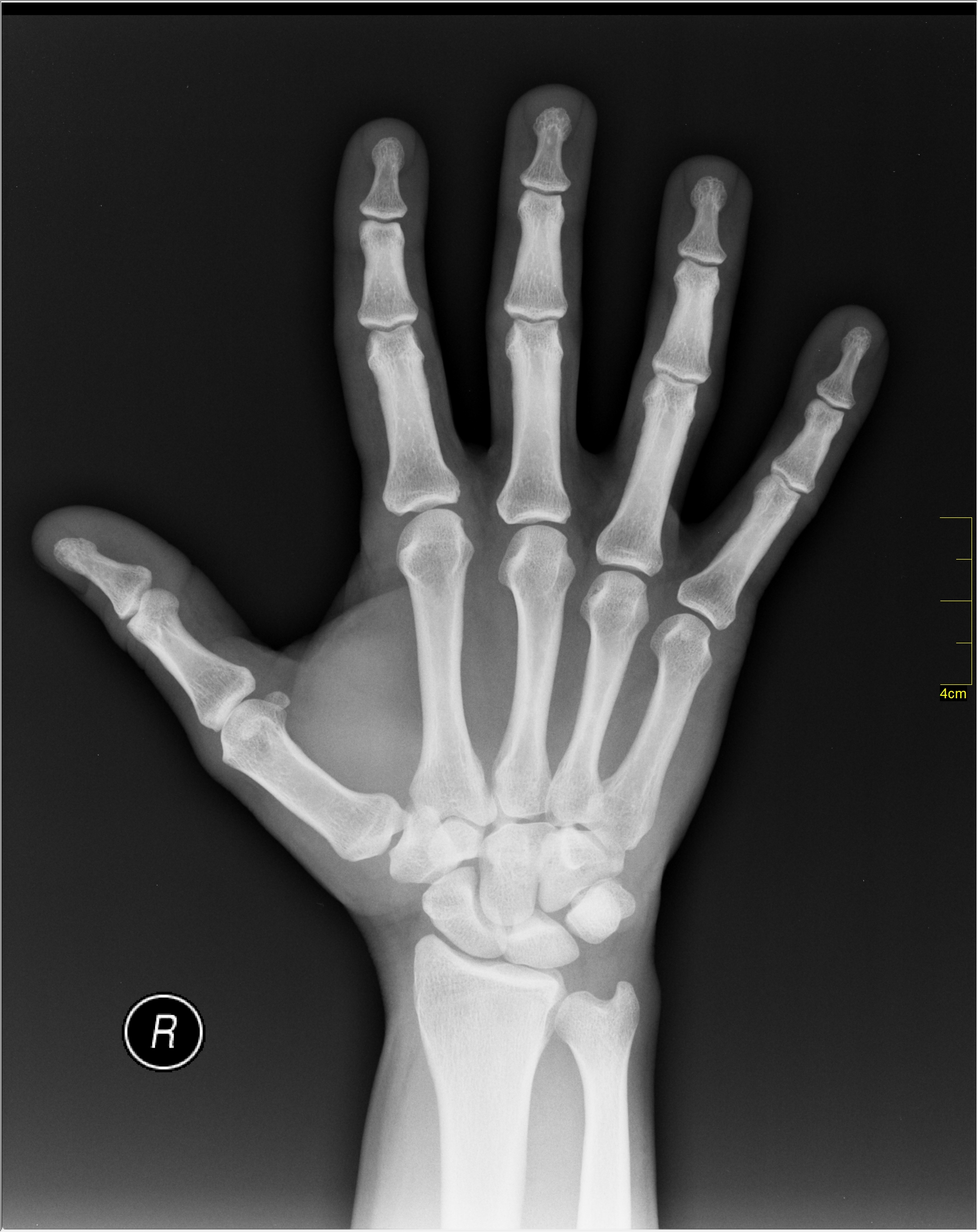
Röntgenbild einer menschlichen Hand

Knochen der menschlichen Hand

Die Anzahl der Handknochen variiert bei den Wirbeltieren. Beim Menschen beträgt ihre Zahl 27, in den beiden Händen zusammen befindet sich also etwa ein Viertel der Knochen des menschlichen Körpers. Die Handwurzel (Carpus, bei vierfüßigen Tieren als Vorderfußwurzel bezeichnet) wird bei ihm aus den acht Handwurzelknochen (Kahnbein, Mondbein, Kopfbein, Großes Vieleckbein, Kleines Vieleckbein, Dreieckbein, Erbsenbein, Hakenbein) gebildet, die gelenkig miteinander verbunden sind. Sie liegen in zwei Reihen, zwischen denen sie das distale Handgelenk ausbilden. Das funktionell bedeutsamere proximale Handgelenk wird zwischen Kahnbein, Mondbein und Dreieckbein sowie der Speiche gebildet. Die Elle ist beim Menschen von den Handwurzelknochen durch einen Discus articularis getrennt. An die Handwurzel schließt sich die Mittelhand (Metacarpus) an, die aus fünf langgestreckten Mittelhandknochen gebildet wird.
Den frei beweglichen Teil der menschlichen Hand stellen die fünf Finger (Digiti manus) mit ihren insgesamt 14 Fingerknochen (zwei für den Daumen und je drei für die anderen vier Finger) dar.

### Muskeln

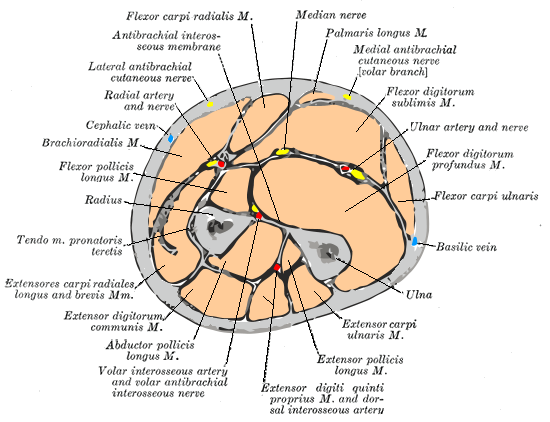
Schnitt durch den Unterarm. Gut erkennbar die Muskulatur, die zum großen Teil für die Bewegung der Hand zuständig ist

Die Muskulatur der Hand ist sehr komplex, ein Großteil der 33 Muskeln liegt im Unterarm und entsendet lediglich seine Sehnen in die Hand. Gruppen von kräftigeren Muskeln in der Hand selbst bilden den Thenar auf der Daumenseite und den Hypothenar auf der Seite des kleinen Fingers. Kleine Muskeln liegen zwischen den Mittelhandknochen.

### Nerven
Die Hand wird von drei Nerven versorgt: Nervus ulnaris, Nervus medianus und Nervus radialis. Der Nervus medianus zieht mit den Fingerbeugern im Bereich der Handwurzel durch einen Kanal auf der Handflächenseite, der als Karpaltunnel (Canalis carpi) bezeichnet wird. Die Blutversorgung erfolgt über eine doppelte Schleife, die die Arteria radialis mit der Arteria ulnaris ausbildet.

### Griff und Gefühl

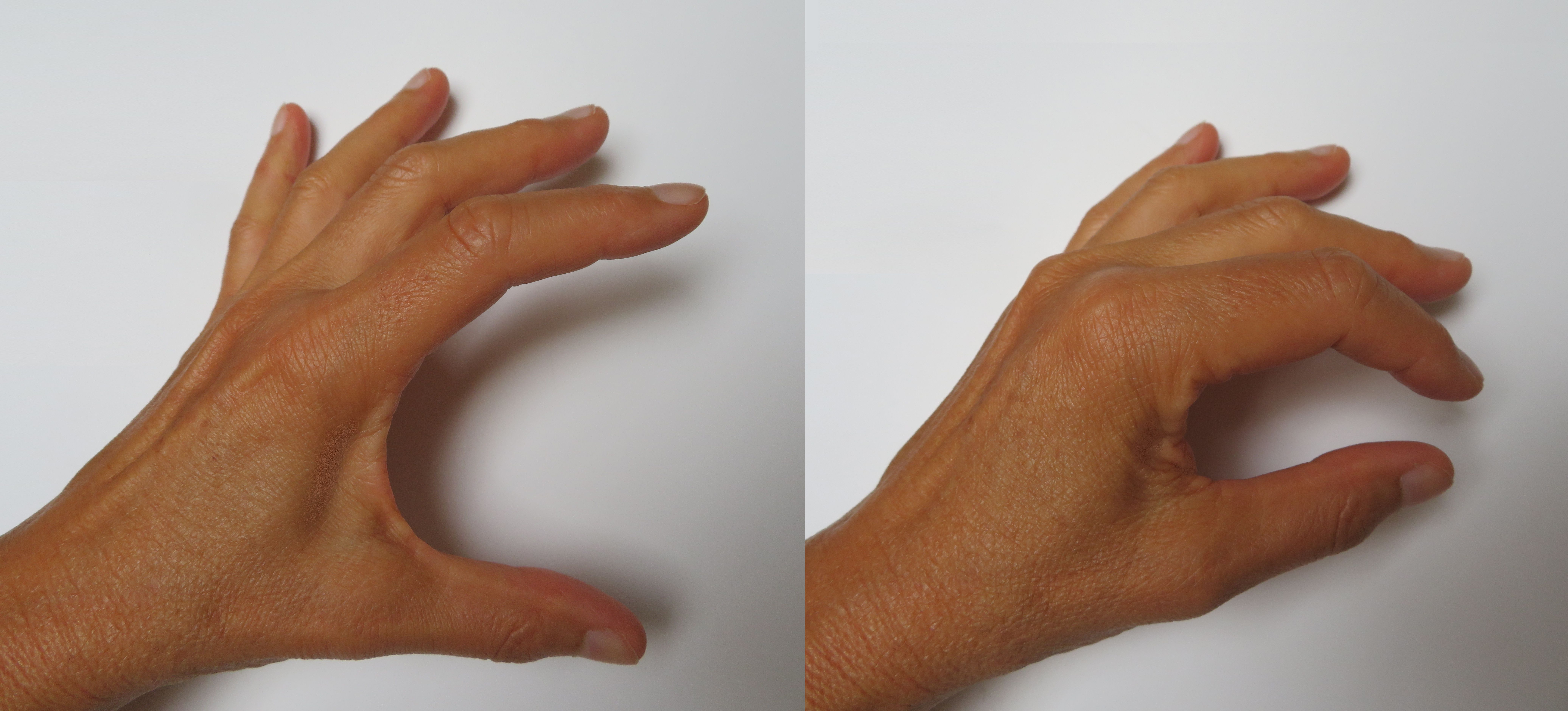
Greifbewegung

Der opponierbare Daumen ermöglicht das Greifen. Die Handfläche bzw. der Handteller ist durch eine robuste Sehnenplatte (Palmaraponeurose) geschützt. Das erlaubt einen kraftvollen Griff. Die Haut der Hand und besonders der Fingerenden ist sehr reich mit verschiedenen Rezeptoren (freie Nervenendigungen, Merkel-Zellen u. a.) ausgestattet, dadurch ist eine hohe haptische Sensibilität gewährleistet. In der Handinnenfläche nehmen 17.000 Fühlkörperchen (140 pro cm²) Druck-, Bewegungs- und Vibrationsreize auf.

### Abwandlungen bei Tieren

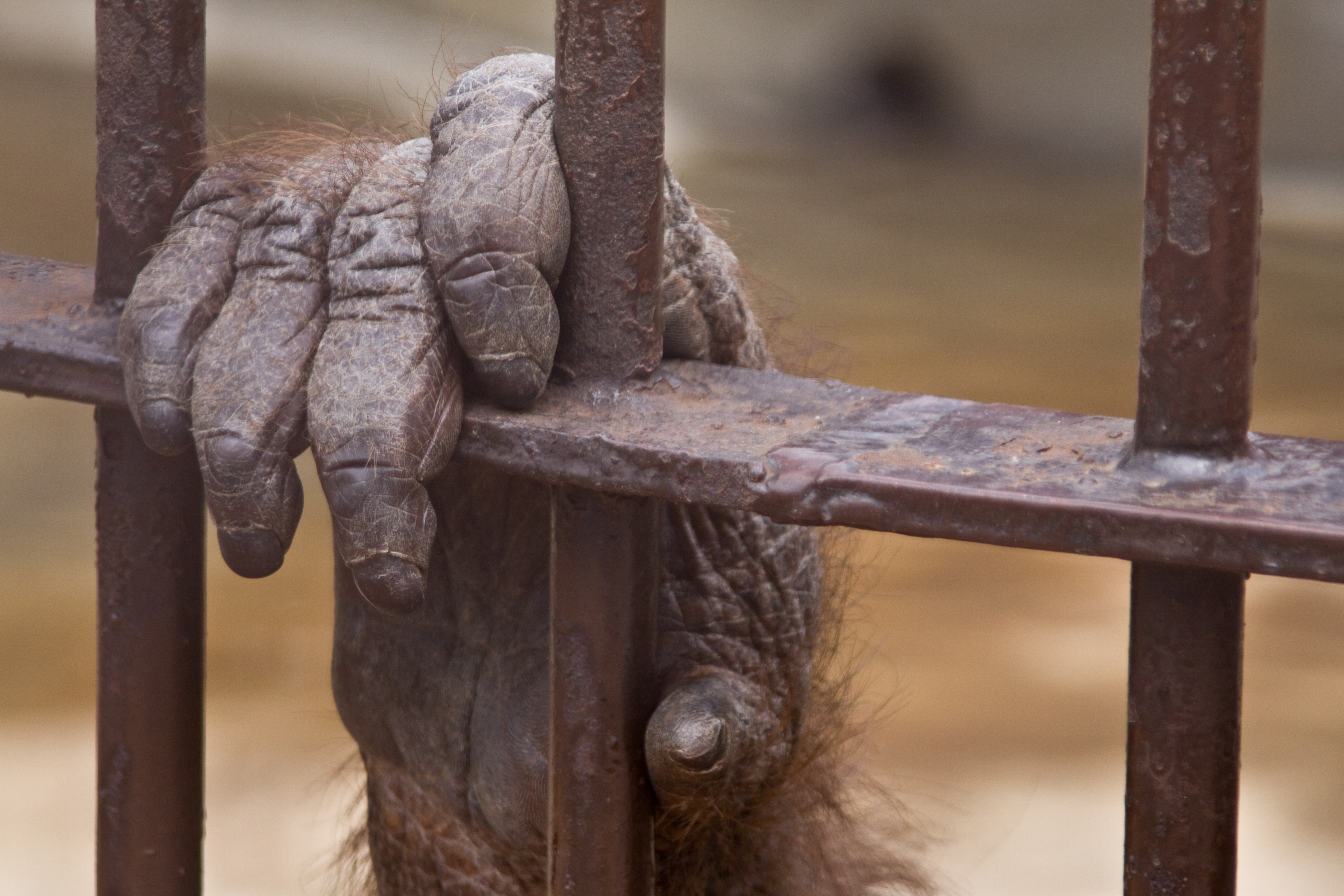
Hand eines Orang-Utans

Nach der Trennung der Entwicklungslinien von Schimpansen und Mensch hat sich die Hand im Verlauf der Evolution der Schimpansen stärker verändert als die Hand der Hominini; der Mensch hat also im Vergleich zum Schimpansen eine „ursprünglichere“ Hand.
Andere Wirbeltiere haben in Anpassung an ihre Lebensweise zum Teil sehr spezialisierte Abwandlungen des anatomischen Aufbaus entwickelt. So sind tierartspezifisch einige oder alle der Handwurzelknochen miteinander verschmolzen. Auch die Anzahl der Mittelhandknochen (Vordermittelfußknochen) und Finger (Vorderzehen) kann in unterschiedlichem Ausmaß reduziert sein. So sind bei Vögeln (siehe Vogelskelett) nur drei Finger ausgebildet, bei Pferden gar nur ein Finger (der „Mittelfinger“).

## Funktionsumfang der Hand
Es gibt zwei grundsätzlich verschiedene Formen der Griffarten: den Kraftgriff und den Präzisionsgriff, zwei Bezeichnungen, die von John Napier eingeführt wurden. Der adäquate Griff richtet sich nach Größe, Masse und Gestalt des Objektes: Kraftgriff für schwere und größere Objekte, Präzisionsgriff für kleine oder zerbrechliche Gegenstände und feine Instrumente.
- Beim Kraftgriff greift im Allgemeinen die gesamte Handinnenfläche einschließlich aller Finger und des Daumens zu. Hierbei befindet sich der Daumen in Opposition mit der Handfläche. So kann man größere Gegenstände (z. B. einen Stein, eine schwere Flasche) halten und führen, dabei kann eine Kraft von mehreren Hundert Newton (N) auf das Objekt ausgeübt werden.
  - Die Variante des Kraftgriffs mit nicht-opponiertem Daumen heißt umgangssprachlich Affengriff. Er wird insbesondere von in Bäumen lebenden Primaten beim Hangeln von Ast zu Ast angewendet. Dem Menschen dient er z. B. für einige Rettungsgriffe oder schützt bei Betätigung schwerer Handkurbeln vor einer Verletzung des Daumens.
- Beim Präzisionsgriff erfolgt die Haltung und Führung der Gegenstände (z. B. Bleistift, feine Instrumente) im Wesentlichen durch die Fingerkuppen von Daumen und Zeigefinger und ggf. des Mittelfingers. Dabei wird nach den beteiligten Fingern und den jeweiligen Kontaktflächen weiter unterschieden zwischen dem Pinzettengriff (Fingerbeeren von Daumen und Zeigefinger), dem Zangengriff (Fingerspitzen von Daumen und Zeigefinger), dem Dreipunktgriff (Fingerspitzen von Daumen, Zeige- und Ringfinger) und dem Schlüsselgriff (Fingerbeere des Daumens und Seitenfläche des vorderen oder mittleren Zeigefingergliedes). Weitere Varianten kommen abhängig von der Gestalt des zu greifenden Gegenstandes, der jeweiligen Haltungs- und Führungsaufgabe und der dabei aufzubringenden Kräfte zum Einsatz.

Ferner kann die menschliche Hand, anders als bei allen anderen Primaten, zur Faust geballt werden. Durch einen kürzeren und beweglicheren Daumen verbessert sich die Statik der Hand und die Schlagwirkung wird größer – evolutionär gesehen ein Vorteil im Kampf.
Weitere Funktionen der Hand sind das Krümmen der Handinnenfläche zu einer Hohlform unter Einbeziehung von Daumen und angelegten Fingern, z. B. zum Wasserschöpfen (noch effektiver bei Verwendung beider Hände), und das Stützen – sei es mit dem Handballen, der Faust, der flachen Handfläche samt Fingern oder nur mit den vorderen Fingergliedern bei abgespreiztem Daumen.
Im Regelfall wird die Hand einer Seite für kompliziertere Bewegungsabfolgen bevorzugt (Händigkeit), man spricht von Rechts- und Linkshändern.

## Kommunikation, Zählen, Rechnen, Tippen

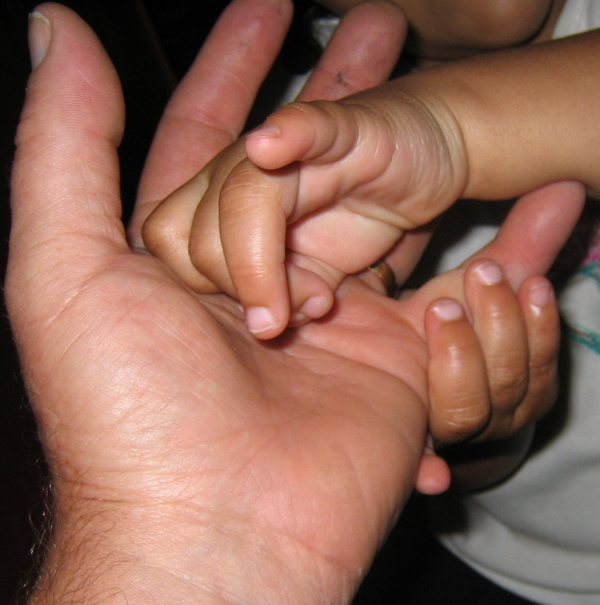
Kindliches Begreifen

Neben ihrer zentralen Funktion für fast alle Arbeiten mit bloßen Händen oder mit Werkzeugen werden die Hände auch zur Informationsübermittlung, also zu Zwecken der Kommunikation genutzt. Dies reicht vom Zeigen über Gesten bis hin zur Gebärdensprache.
Seit der Entwicklung von Zahlen werden Hände auch als Vergleichsgröße für das Zählen genutzt. Die häufige Verwendung des Zehnersystems statt anderer Zahlensysteme beruht auf der Verwendung der zehn Finger der beiden Hände zum Zählen mit den Fingern. Später wurden aber auch Systeme entwickelt, mit deren Hilfe die Hände auch zum Ausdrücken hoher Zahlen und zum Ausführen von Rechenoperationen verwendet wurden. Die erste schriftliche Darstellung des Fingerrechnens lieferte der angelsächsische Benediktinermönch Beda Venerabilis (672/673–735).
Auch im Computerzeitalter spielt die Hand mittels Computertastaturen, Computermaus, Trackball und berührungsempfindlichen Bildschirmen eine zentrale Rolle für das Übermitteln von Informationen.

## Weitere Aspekte
Die Entwicklung der Hand zu einem komplexen Tast- und Greiforgan war eine wesentliche Voraussetzung für die Menschwerdung, wie die Anthropologie nachweisen konnte, sich aber auch an der Größe der entsprechenden Hirnareale ablesen lässt. In der deutschen Sprache zeigt sich der besondere Status der Hand an Begriffen wie Handeln, Handhaben, Begriff u. a. m.

## Klinische Bedeutung

### Fehlbildungen

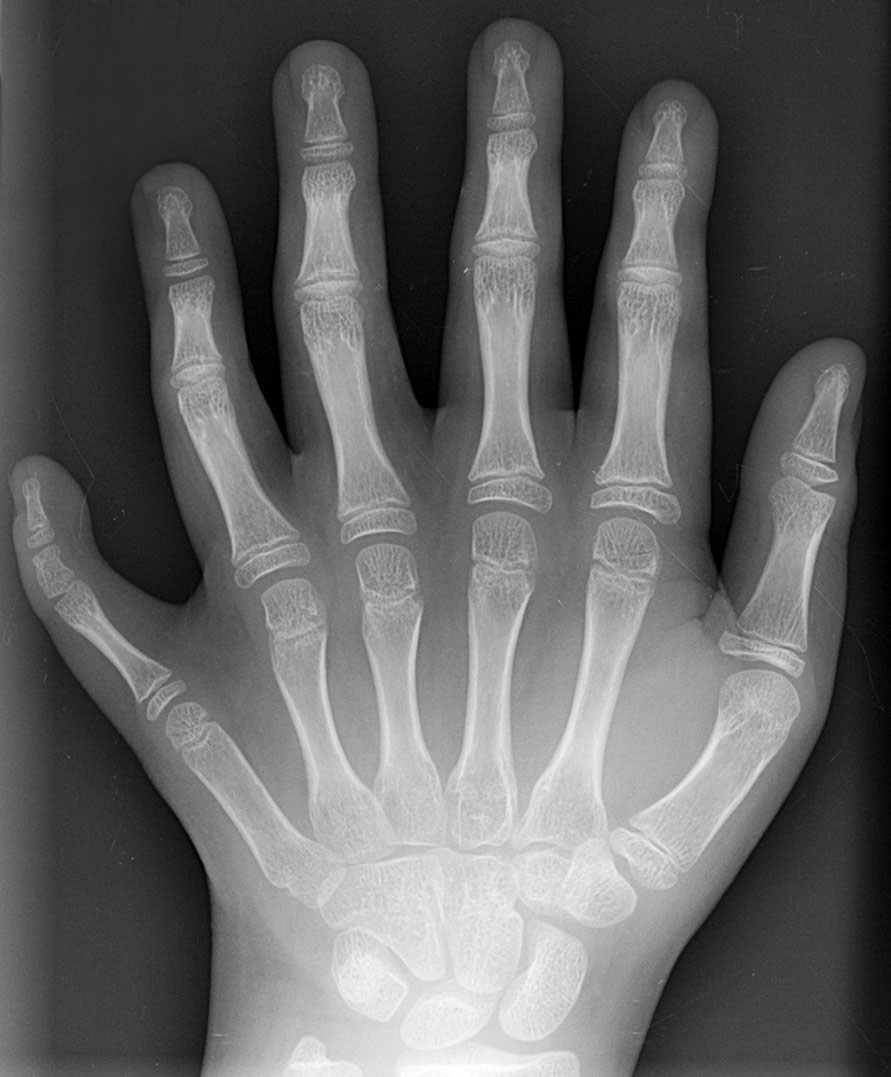
Röntgenbild der linken Hand eines zehnjährigen Jungen mit Polydaktylie.

- Abgespreizter Daumen bei Diastrophische Dysplasie und Rubinstein-Taybi-Syndrom
- Arachnodaktylie bei Marfan-Syndrom
- Brachyphalangie bei Tricho-rhino-phalangeale Dysplasie
- Exostosen bei Metachondromatose
- Fehlende Hand bei Amelie
- Kamptodaktylie bei Trisomie 8
- Kleine Hände bei Cornelia-de-Lange-Syndrom und Prader-Willi-Syndrom
- Klinodaktylie bei Cri-du-chat-Syndrom, Silver-Russell-Syndrom und Trisomie 8
- Kurze Kleinfinger bei Dysostosis cleidocranialis
- Kurzer Daumen bei Holt-Oram-Syndrom
- Makrodaktylie bei Proteus-Syndrom
- Palmarfurche bei Trisomie 21
- Polydaktylie bei Ellis-van-Creveld-Syndrom und Catel-Manzke-Syndrom
- Strahldefekte bei Cornelia-de-Lange-Syndrom und Ektrodaktylie
- Symbrachydaktylie (Brachydaktylie mit Syndaktylie) bei Poland-Syndrom
- Syndaktylie bei Möbius-Syndrom
- Synostose bei Apert-Syndrom
- Verkürzte Mittelhandknochen bei Katzenschrei-Syndrom

### Erworbene Erkrankungen
Eine Vielzahl von Erkrankungen betrifft auch die Hände oder Teile davon. Beispielsweise:
- Autoimmunerkrankungen
- Dupuytren-Kontraktur
- Karpaltunnelsyndrom
- Nervenschädigung mit Fehlhaltung der Hand (Radialislähmung, Ulnarislähmung)
- Rheumatoide Arthritis

### Verletzungen (Beispiele)
- Bennett-Fraktur
- Kahnbeinbruch
- Rolando-Fraktur
- Seitenbandruptur des Daumens

## Sonstiges
- Die Finger einer Hand werden im Laufe eines Lebens etwa 25 Millionen Mal gebeugt und gestreckt.[6][7]
- Laut Guinness-Buch der Rekorde misst die längste Männerhand 32,3 cm und die längste Frauenhand 25,5 cm.
- Das Museum Kulturgeschichte der Hand im bayerischen Wolnzach zeigt etwa 800 Exponate. Das Musée de la main in Lausanne beschäftigt sich mit dem Thema Hand aus medizinischer und kulturhistorischer Sicht.
- Die beugeseitige Hand ist das Wappen von Brodnica (Strasburg in Westpreußen).